# Heli lỏng

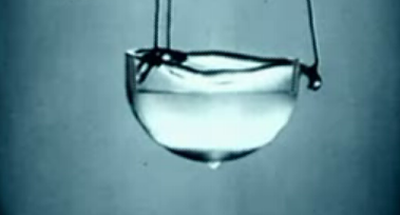
Heli lỏng trong cốc.

Nguyên tố hóa học heli tồn tại ở dạng lỏng ở nhiệt độ cực kỳ thấp là -269 độ C (khoảng 4 K hay -452,2 F). Điểm sôi và điểm tới hạn của nó phụ thuộc vào loại đồng vị heli có mặt: đồng vị phổ biến heli-4 hoặc đồng vị hiếm heli-3. Đây là hai đồng vị bền duy nhất của heli. Xem bảng bên dưới để biết giá trị các đại lượng vật lý của các đồng vị này. Tỷ trọng dạng lỏng của heli-4 ở điểm sôi với áp suất 1 atm (101,3 kilopascal) vào khoảng 125 gram/lít.

## Dữ liệu
| Tính chất heli lỏng                                       | Heli-4 | Heli-3                  |
| --------------------------------------------------------- | ------ | ----------------------- |
| Điểm tới hạn                                              | 5,2 K  | 3,3 K                   |
| Điểm sôi ở 1 atm                                          | 4,2 K  | 3,2 K                   |
| Áp suất nóng chảy tối thiểu                               | 25 atm | 29 atm ở 0,3 K          |
| Nhiệt độ chuyển tiếp siêu chất lỏng ở áp suất hơi bão hòa | 2,17 K | 1 mK không có từ trường |